# Arrondissement de Liège (France)
Pour l’article homonyme, voir Arrondissement administratif de Liège.
L'arrondissement de Liège est une ancienne subdivision administrative française du département de l'Ourthe créée en 1800 et supprimée en 1814.

## Historique
Les arrondissements sont créés par la loi du 28 pluviôse an VIII (17 février 1800). La sous-préfecture du 1er arrondissement de l'Ourthe est attribuée à Liège par l'arrêté du 17 ventôse suivant.
Charles de Bousies de Rouveroy en est le sous-préfet en 1811 et 1813 .
L'ensemble des unités administratives françaises de la Belgique est officiellement supprimé par le traité de Paris en mai 1814.
Ce territoire compose essentiellement l'actuel arrondissement administratif de Liège, en province de Liège. Herve est dans celui de Verviers, Waremme dans son propre arrondissement.

## Composition
Il comprenait initialement les cantons de Daelhem, Fleron, Herstal, Herve, Hologne-aux-Pierres, Kemexhe, Liège, Lovegnée, Seraing, Warem (graphies du bulletin des lois). Il en contient douze en 1804 : Dalhem, Fleron, Glons, Herve, Hollogne-aux-Pierres, Liège (quatre cantons), Louvegnée, Seraing, Waremme.

## Liens
Organisation administrative de l'Empire dans l'almanach impérial pour l'année 1810